# Jules André
Jules André, född 19 april 1807 i Paris, död 17 augusti 1869 i Paris, var en fransk landskapsmålare
Jules André var elev till André Jolivard och Louis Étienne Watelet. Han målade på ett sätt som kombinerade gammalt franskt landskapsmåleri med modernt stil. Han utförde dekorationer av paneler i det nya Louvren-museet.
André var 1845–1856 anställd som målare vid porslinsfabriken i Sèvres.
Han var far till målaren Edmond Maethe Alphonse André (1837-1877).

## Bildgalleri

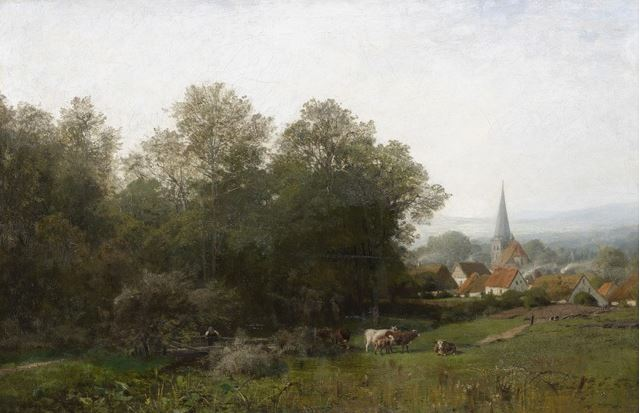
Paysage avec une église de village
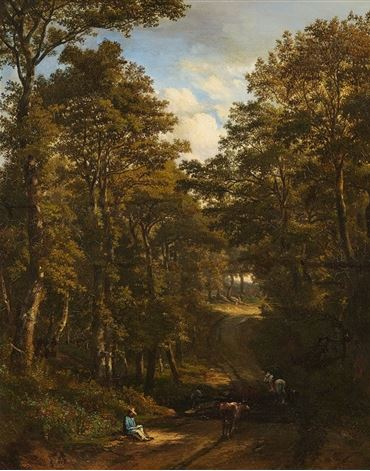
Une route forestière avec cavalier et vaches
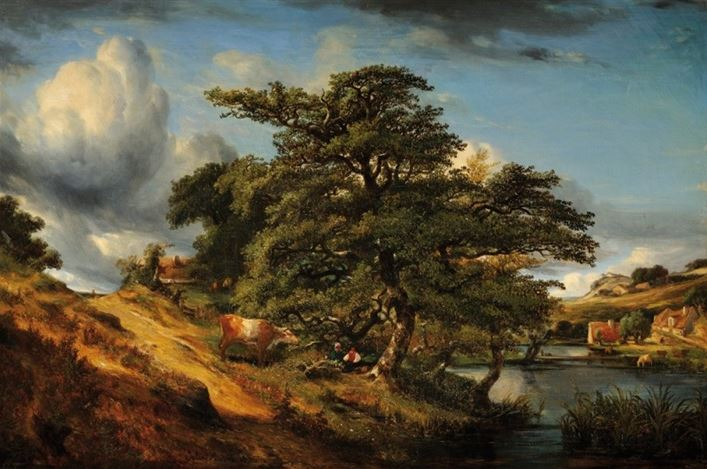
Paysage au grand chêne, 1836